# 658 Asteria
658 Asteria
658 Asteria là một tiểu hành tinh ở vành đai chính, thuộc nhóm tiểu hành tinh Koronis. Nó được August Kopff phát hiện ngày 23.01.1908 ở Heidelberg và được đặt theo tên Asteria, trong thần thoại Hy Lạp